# Buchnera (planta)
- Commons
- Wikispecies

Buchnera L. é um género botânico pertencente à família Orobanchaceae.

## Sinonímia
Benthamistella, Stellularia

## Espécies
- Buchnera affinis
- Buchnera africana
- Buchnera albiflora
- Buchnera americana
- Buchnera amethystina
- «Lista completa»

## Classificação do gênero
| Sistema | Classificação                        | Referência               |
| ------- | ------------------------------------ | ------------------------ |
| Linné   | Classe Didynamia, ordem Angiospermia | Species plantarum (1753) |